# I've Got a Tiger By the Tail (album)
Albums de Buck Owens and his Buckaroos
I Don't Care
(1964) Before You Go
(1965)
I've Got a Tiger By the Tail est un album de Buck Owens and his Buckaroos, sorti en 1965.

## L'album
Il prend la 1re place du Billboard en catégorie country et la 43e du Billboard 200 et fait partie des 1001 albums qu'il faut avoir écoutés dans sa vie. 

### Titres
Tous les titres sont de Buck Owens, sauf mentions. 

### Face A
1. I've Got a Tiger By the Tail (en) (Harlan Howard, Buck Owens) (2:12)
2. Trouble and Me (Howard) (1:54)
3. Let the Sad Times Roll On (Owens, Red Simpson) (2:14)
4. Wham Bam (Buck Owens, Bonnie Owens, Don Rich) (2:01)
5. If You Fall Out of Love With Me (Owens, Owens) (2:15)
6. Fallin' for You (Owens, Owens, Rich) (2:01)

### Face B
1. We're Gonna Let the Good Times Roll (Owens) (2:15)
2. The Band Keeps Playin' On (Red Simpson, Fuzzy Owen) (3:02)
3. Streets of Laredo (2:55)
4. Cryin' Time (en) (2:30)
5. A Maiden's Prayer (en) (Bob Wills) (2:33)
6. Memphis (Chuck Berry) (2:27)

## Musiciens
- Buck Owens : guitare, voix
- Don Rich : guitare, fiddle, voix
- Doyle Holly : basse, guitare, voix
- Tom Brumley : pedal steel guitar, guitare
- Willie Cantu, Mel King : batterie
- Bob Morris : basse, voix
- Jay McDonald : pedal steel guitar
- Jelly Sanders : fiddle, guitare